# Скажене весілля
«Скажене весілля» — український комедійний фільм режисера Влада Дикого. Фабулу сценарію української стрічки запозичено з французької стрічки 2014 року «За що нам це?».
Стрічка вийшла в український прокат 4 жовтня 2018 року.

## Сюжет
Події відбуваються у селі Яблунівка, що на Поділлі.
На місцеве весілля приїжджає загін спецпризначенців. Виявляється, що батько нареченої Василь Середюк, взяв у заручники нареченого. Командувач загону полковник Попадюк вимагає Василю здатися, на що той відповідає що весілля не буде. Шокована наречене каже, що в неї більше нема батька і у сховку шокований Василь стріляє з рушниці. Спецпризначенці починають штурм.
За тиждень до цих подій Василь Романович Середюк і його дружина Галина готуються до прибуття своєї дочки Катерини, яка вчиться в Сорбонні, і вирішила одружитися зі своїм однокурсником Франсуа. Вислухавши поради від сусіда Тараса, у якого дочка вже одружилася з продавцем Ашотом з Вірменії, він каже йому, що якщо Катя привезе подібного зятя, він їх обох приб'є. А коханий Катерини виявився афрофранцузом-кардіохірургом, що займається екстремальними видами спорту і веде блог. Про Україну він чув як про країну, що застряла у Середньовіччі, тому вважає, що поїздка до родичів дружини буде напрочуд екстремальною.
Галина готується до відеодзвінка доньки, а її син, молодший брат Катерини, Захар жаліється, що батько не зміг йому купити нормальний комп'ютер. Під час дзвінка виявляється, що Галина замість фото справжнього Франсуа показала Василю фото Олега Винника, що створило у Василя помилкові судження про нареченого. Галина відваджує доньку від знайомства нареченого із батьком. У Франції Франсуа готується до поїздки в Україну і купує собі арбалет. Катерина переймається що її батькам не сподобається Франсуа, через те що він темношкірий. Франсуа каже їй не перейматися щодо цього, адже за його словами, він має предків не зовсім з Франції. А в Україні Василь Середюк готується до прибуття дочки і організовує весілля. Йому в цьому допомагає місцевий тамада, Назарій Запухляк. Вони обирають ресторан з оформленням, музикантів та культпрограму. Тим часом його сусіду Тарасу стає зле від вареників з перцем чилі, а Ашот бруднить свою сорочку і свариться з Олею, та згодом вони пристрасно обіймаються. Вночі Василь не може заснути, думаючи про те, як саме зустріти наречених.
Настав день прибуття дочки. Франсуа з'являється на порозі будинку, що вводить Василя Романовича в шок - адже він очікував на "справжнього європейського зятя". До відпочиваючого Василя під яблуню приєднується Тарас, і каже про те, що жінки все одно зроблять так як їм треба, тож хай змириться і готується до весілля. У гніві Середюк клянеться, що не допустить такого весілля. Для початку він проводить нареченим екскурс по заготовленій програмі весілля і зриває усю програму. Вони приїжджають додому і Тарас пропонує їм влаштувати весілля на його подвір'ї та на подвір'ї Середюка, а його дочка Олька і Ашот згодні все організувати. Василь гнівається, але врешті заспокоюється. Тарас подає йому ідею про сватання і Василь користується нею, розробляючи новий план. Франсуа він стелить постіль у ванній кімнаті, а сам лишається його охороняти.
Вранці Франсуа, який потай пробрався спати до Катерини, повертається до ванни і ненароком будить Василя холодним душем. Той починає реалізовувати план зі сватання, запросивши на нього двох парубків Вітьку і Святослава, які раніше клинки до Каті підбивали. Поки Василь надворі чекає на женихів, повз проїдждає Олег Винник і питає в Середюка дорогу на Летичів. Але план ледь не зривається коли прибулі Вітька і Святослав відмовляються свататися до Каті і радять Василю Романовичу зісватати до дочки стрьомного парубка Ігорчика. Катерина цьому не зраділа, та все таки довелося пройти сватання (вікторина про українську історію) під час якого Ігорчик виходить переможцем. Раптом у будинку з'являється мама Ігорчика, приголомшує Василя електрошокером і забирає свого сина додому, кажучи що дочка Василя Романовича вже обрала, за кого вийде.
Тарас радить Василю дізнатися чим займаються молодь. Середюк іде до свого молодшого сина Захара і той ненароком підкидає йому ідею - влаштувати для Франсуа парубочу вечірку зі стриптизерками, щоб наречений зрадив Катерині і вона його покинула. Василь вербує для цієї справи Тараса, Захара і непривабливу бібліотекарку Уляну у ролі стриптизерки. Поки Василь із компанією купує принаддя для вечірки, жіноча половина сімейства та сусідка з дочкою влаштовують свій дівич-вечір і розмірковують про подружнє життя одна одної. А тим часом Середюк реалізує свій план - як тільки він увімкне музику, бібліотекарка-стриптизерка мусить вийти зваблювати француза. Але Тарас замикає Уляну в комірчині. Василь каже Захару, щоб побіг покликав сестру, а сам вмикає музику. Уляна чує музику, та не може вийти з комірчини. Захар прибігає на дівич-вечір і каже що зараз на парубочій вечірці буде стриптизерка. Галина починає гніватися і разом з донькою, сусідкою та її донькою йде на вечірку. Василь помічає що Уляни довго немає і біжить до комірчини перевірити що не так. Бібліотекарка просить підтягнути їй корсет і стає до Василя задом. У цей самий момент до комірчини входить Галина і лупцює Середюка. Після вечірки, Катерина каже батькові, що певна у своєму виборі, а Василь, здається, прийняв її рішення.
Наступного дня Василь Романович перевербовує Назарія Запухляка і починає готувати свято надворі. Під час підготовки Василь зіштовхується з проблемою - йому треба буде виголосити батьківську промову, а він нічого не може придумати. Захар радить батькові зайти до інтернет-мережі і пошукати те, що йому потрібно. Він шукає щось про любов білої дівчини до чорного хлопця, але знаходить відео непристойного змісту. Від думки про те, що таке може статися з його донькою, Василь вибухає з люті. Весілля тим часом досягає розв'язки. Коли настає час батьківської промови Середюк кличе Захара, який кидає йому рушницю. Після пострілу в повітря, він бере Франсуа у заручники в комірку. Поки наречений знімає відеоблог, Катерина намагається пояснити батькові, що він помилився, але оскаженілий Середюк відмовляється слухати. Тим часом до будинку під'їжджає загін спецпризначенців, починається сцена з початку фільму. Полковник Попадюк вимагає здатися, на що Василь відповідає що весілля не було і не буде. Катерина кричить батькові, що в нього більше немає доньки. Від почутого шокованому Василю Романовичу стає зле і він випадково тисне на спусковий гачок, перед тим як зомліти. Спецназ починає штурм.
Василя привозять до лікарні. Головна лікарка каже що у нього стався обширний інфаркт і потрібна термінова операція, яку тут зробити не можуть і пропонують лише відспівати голову сімейства. А Франсуа тим часом подзвонив своєму другові Жану, і розказав йому про всі події, а також про те, що його думка щодо України змінилася. Прибігає Катерина і просить Франсуа зробити батькові операцію, але він відмовляється, тому що зовсім не має досвіду (він лише подавав професору інструменти під час операцій), а коли він робив операцію на сердці жабі, вона не вижила. Та врешті Катерина переконує його зробити батькові операцію, яка проходить успішно. Коли Василь отямився, полковник Попадюк повідомляє йому, що його заарештовано за тероризм. Але Франсуа показує йому відеоролик, де полковник виставив себе повним дурнем під час штурму і Попадюк змінює свою думку. Василь дякує Франсуа за врятоване життя і благословляє на шлюб.
Через три місяці після цього, сім'я Середюків знову грає весілля, під час якого Василь декларує батьківську промову, у якій каже, що спочатку він боявся, що про нього можуть не те подумати через такого зятя, але потім збагнув, що не важливо як людина виглядає, головне - яка вона всередині. Після цього починаються загальні танці, а Василь іде присісти під свою яблуню. Якраз у цю мить до нього підбігає Олег Винник який тікає від своїх фанаток і питає правильну дорогу в Київ.

## У ролях
| Актор                | Роль                                      |
| -------------------- | ----------------------------------------- |
| Назар Задніпровський | батько нареченої Василь Романович Середюк |
| Поліна Василина      | наречена Катерина Василівна Середюк       |
| Джиммі Воха-Воха     | наречений Франсуа Обомеянг                |
| Леся Самаєва         | мати нареченої Галина Середюк             |
| Святослав Жмурко     | брат нареченої Захар Васильович Середюк   |
| Олександр Кобзар     | сусід Тарас Адамович                      |
| Віра Кобзар          | дружина сусіда Оксана                     |
| Інна Приходько       | дочка сусіда Ольга Тарасівна              |
| Арам Арзуманян       | зять сусіда Ашот                          |
| Юрій Горбунов        | тамада Назарій Запухляк                   |
| Олег Винник          | камео                                     |
| Потап                | отець Євлампій                            |
| Монатік              | дяк Пилипон                               |
| Олексій Супрун       | полковник поліції Петро Попадюк           |
| Олександр Бегма      | сільський парубок Ігорчик                 |
| Віктор Розовий       | парубок з села Вітька                     |
| Святослав Антіпов    | парубок з села Святослав                  |

## Виробництво

### Кошторис
Фільм став одним із переможців 10-го конкурсного відбору Держкіно. Загальний кошторис фільму — 10,8 млн гривень, з них частка Держкіно склала ~10 %, а саме 1,18 млн гривень.

### Фільмування
Зйомки комедії розпочалося влітку 2018 року. Спочатку режисером стрічки мав стати Дмитро Малков, але згодом його замінив Влад Дикий. Згодом співпродюсером стрічки став співак Потап (Олексій Потапенко).
Частина зйомок проходила у Заліщиках, що на Тернопільщині (у самому фільмі інша назва — вигадана Яблунівка).

### Музика
У травні 2018 року вийшла спільна пісня гуртів «Время и Стекло», «Mozgi», та співачки Мішель Андраде під назвою «Промінь», яка стала саундтреком до фільму. А вже у вересні Потап та Олег Винник представили дуетну пісню до фільму під назвою «Найкращий день», зокрема вони також виконали епізодичні ролі у стрічці.

## Реліз

### Рекламна кампанія
«Прототип продакшн» уклала договір з FILM.UA Group про надання повного пакета послуг на спеціальних умовах для виробництва, промотування та дистрибуції стрічки «Скажене весілля» в рамках пакетної пропозиції FILM.UA Group для проєктів, які підтримує Державне агентство України з питань кіно.

### Кінопрокатний реліз
Стрічка вийшла в український прокат 4 жовтня 2018 року.

### Телевізійний реліз
1 січня 2019 року на телеканалі 1+1 відбулася телепрем'єра «Скаженого весілля». Комедія стала найрейтинговішим фільмом на телебаченні з 2009 року.
Частка прем'єри:
- За аудиторією 18-54 (Україна) рейтинг фільму склав 13.8 %, частка — 33.3 %
- За аудиторією 18-54 (50К +) — рейтинг 10.9 %, частка 28,5 %.
- Середня аудиторія фільму (4+, Україна) склала 4.3 мільйона телеглядачів,
- Фільм дивилися близько 9.4 мільйона телеглядачів.[14]

Загальна кількість показів (прайм-тайм): 12 (8 ‒ на каналі «1+1»; 4 ‒ на каналі ТЕТ), загальне охоплення (4+, уся Україна): 15 869 720.

### Реліз на домашньому відео
Після прем'єри на телебаченні, 1 січня 2019 року фільм також став доступним онлайн на VOD-платформі 1+1 video. Згодом 1 березня 2019 року фільм також з'явився на Youtube-каналі Film.ua Group.

### Міжнародна дистрибуція
1. Amazon.com — digital права (Ангілья, Антигуа і Барбуда, Багамські острови, Барбадос, Беліз, Бермудські острови, Ботсвана, Британська Територія в Індійському Океані, Британські Віргінські острови, Бруней, Камерун, Канарські острови, Кайманові острови, Острів Кука, Данія, Домініка, Фолклендські острови, Фіджі, Фінляндія, Гамбія, Гана, Гібралтар, Гренада, Гаяна, Ісландія, Індія, Ірландія, Ямайка, Кенія, Кірибаті, Лесото, Ліберія, Малаві, Маврикій, Мікронезія, Монтсерат, Намібія, Нова Зеландія, Нігерія, Норфолк, Норвегія, Папуа-Нова Гвінея, Філіппіни, Острів Піткерна, Острів Святої Єлени, Сант-Люсія, Сент-Вінсент і Гренадини, Sierra, Solmn, ПАР, Швейцарія, Швеція, Тонга, Trini&Toba, Тувалу, Уганда, Велика Британія, США).
2. Megogo — digital права (Вірменія, Азербайджан, Білорусь, Естонія, Грузія, Казахстан, Киргизія, Латвія, Литва, Молдова, Польща, Росія, Таджикистан, Туркменістан, Узбекистан).
3. Ocean Media — ТБ та digital права (Канада, Латинська Америка, США).
4. Kartina.tv — digital права (Європа, Ізраїль, Північна Америка).
5. Telewizja — ТБ права (Польща).
6. Vertical content — формат (Румунія).
7. Acme Film — формат (Латвія, Естонія).
8. Обмежений прокат в Австралії та Польщі.[16]

## Відгуки кінокритиків
Стрічка отримала неоднозначні відгуки українських кінокритиків. Зокрема кінокритик видання «Варіанти» Олександр Ковальчук прикрим недоліком фільму назвав присутність у ньому російськомовних пісень Потапа, які викликали дисонанс у глядача на фоні україномовності решти фільму.

## Сиквел
25 грудня 2019 року вийшов сиквел — Скажене весілля 2.